# 대런던 계획
대런던 계획(Greater London Plan)은 1944년 패트릭 아버크롬비(1879–1957)가 고안한 계획이다.
대도시 주변에 녹지대를 두어서, 주변의 무질서한 발전을 방지하며, 또 이 바깥에는 전원도시와 비슷한 뉴 타운을 만들고자 하는 계획이다. 도심지구는 주로 재개발 방식에 따르고, 녹지대는 토지를 매수하든가 소유자의 권리를 제한하기 위하여 보상금을 지불하는 정도로 하고, 외곽지대에는 13개의 위성도시가 계획되었다. 이 런던계획이 성공하려면 무엇보다 그 배후에 유효적절한 토지정책이 뒤따라야 하는 것이다. 그런데 영국은 전통적으로 왕실소유의 토지가 많은데 이를 불하하는 일이 없이 공공용지로 확보하고 있었다. 비록 슬로우 모션이기는 하지만 런던계획은 성공적으로 이루어졌다. 이를 보더라도 대도시의 도시계획에서 토지정책이 얼마나 중요한가를 잘 알 수 있다.